# Wendy Palmer
Wendy Lawan Palmer, coniugata Daniel (Timberlake, 12 agosto 1974), è un'ex cestista e allenatrice di pallacanestro statunitense, professionista nella WNBA.

## Carriera
È stata selezionata dalle Utah Starzz con la 9ª scelta assoluta dell'Elite Draft del Draft WNBA 1997.

## Palmarès
- WNBA Most Improved Player (2004)
- All-WNBA Second Team (1997)